# بولونا باريتش
بولونا باريتش (بالسلوفينية: Polona Barič)‏ مواليد 15 مايو 1992 في إيزولا، هي لاعبة كرة يد سلوفينية تلعب كجناح أيمن. مثلت منتخب سلوفينيا لكرة اليد للسيدات.

## روابط خارجية
- بولونا باريتش على موقع الاتحاد الأوروبي لكرة اليد (الإنجليزية)